# The Satanic Mass
The Satanic Mass: Recorded Live at the Church of Satan es la primera grabación de audio del fundador de la Iglesia de Satán Anton Szandor LaVey. El audio fue editado por primera vez en un ritual satánico, registrado el viernes 13 de septiembre de 1968, en la iglesia de la sede de Satanás, conocida como La Casa Negra (The Black House). La misa satánica fue dirigida por Anton LaVey, después de realizar el primer bautismo satánico; el mismo fue registrado y publicado en el historial de su hija menor Zeena. El álbum fue lanzado originalmente como un LP de vinilo, por el propio sello discográfico de LaVey, Murgenstrumm, en 1968.
Existen, por lo menos, otras cuatro versiones de LP y CD, dos con la casa discográfica Amarillo Records de 1994, y otras dos ediciones con Adversary Recordings de 2003 y 2005.
La primera cara del álbum presenta una grabación de audio del bautismo de la hija de LaVey, Zeena. La segunda cara presenta extractos (previos a su publicación) de La Biblia Satánica recitados por LaVey con música de Ludwig van Beethoven, Richard Wagner y John Philip Sousa.

## Lista de canciones
| LP original |                                                                    |                     |          |  |
| N.º         | Título                                                             | Música              | Duración |  |
| 1.          | «The Satanic Mass»                                                 | Anton Szandor LaVey | 19:48    |  |
| 2.          | «Prologue»                                                         | Anton Szandor LaVey | 2:45     |  |
| 3.          | «Book of Satan, Verse I»                                           | Anton Szandor LaVey | 2:47     |  |
| 4.          | «Verse II»                                                         | Anton Szandor LaVey | 3:27     |  |
| 5.          | «Verse III»                                                        | Anton Szandor LaVey | 2:56     |  |
| 6.          | «Verse IV»                                                         | Anton Szandor LaVey | 1:47     |  |
| 7.          | «Verse V»                                                          | Anton Szandor LaVey | 2:54     |  |
| 8.          | «Hymn of the Satanic Empire, or the Battle Hymn of the Apocalypse» | Anton Szandor LaVey | 13:20    |  |

## Créditos
- Dietrich Von Kroller - Órganos